# Пески (Богодуховский район)
Пески (укр. Піски), село,
Черемушанский сельский совет,
Богодуховский район,
Харьковская область.
Код КОАТУУ — 6321288005. Население по переписи 2001 г. составляет 83 (32/51 м/ж) человека.

## Географическое положение
Село Пески находится на обоих берегах реки Мжа в месте впадения в неё реки Карамушина, в 3-х км от г. Валки.
Через село проходит автомобильная дорога Р-22.
Примыкает к селу Катричовка.

## История
- Около 1724 года — дата основания[2].
- В 1940 году, перед ВОВ, на хуторе Пески (без хуторов Бучнёвка и Ивановка) были 68 дворов и две ветряные мельницы.[5]
- В 1940 году на хуторе Бучневка было 36 дворов, на хуторе Ивановка — 24 двора (располагавшихся на правом, южном берегу реки Мжи).[6]

## Происхождение названия
В окрестностях были различные слободы и сёла с названием Пески-Песчанка-Песочин; например Пески Изюмские (в Изюмском уезде, место обретения Песчанской иконы Божией матери в 1754 году, ныне Изюм), Пески Двуречанские (в Купянском уезде), Пески Радьковские (в Купянском уезде), Песчанка (в Купянском уезде), Песчанка (в Константиноградском уезде), Пески Харьковские (предместье Харькова, ныне Харьков), Пески Волчанские (предместье Волчанска, ныне Волчанск) Пески Змиевские (в Змиевском уезде), Песочин Харьковский в Харьковском уезде, Песочин Богодуховский в Богодуховском уезде.

## Экономика
- В селе есть молочно-товарная ферма.

## Объекты социальной сферы
- Пионерский лагерь.